# Muro de pago

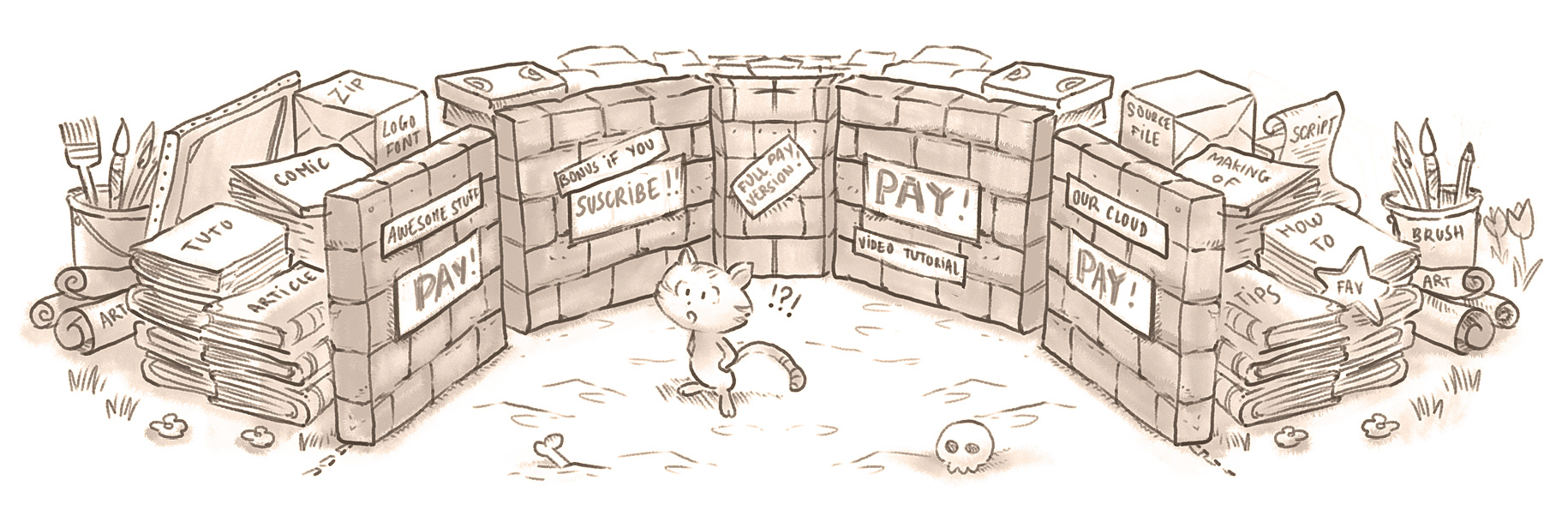
Ilustración de David Revoy que representa el muro de pago

Un muro de pago (en inglés paywall) es un sistema que restringe el acceso a contenido a usuarios que no cuentan con una suscripción pagada. Existen dos tipos de muros; suaves y rígidos. Los muros rígidos no permiten el acceso al contenido sin una suscripción, mientras que los muros suaves tienen más flexibilidad con los usuarios gratuitos, como contenido selectivo,  límite de artículos gratuitos por mes o páginas de ejemplo de un libro o párrafos de un artículo. Los periódicos han implementado estos muros en sus sitios para aumentar sus ingresos, los cuales han disminuido debido al decremento en las ediciones impresas y las ganancias por publicidad.
Mientras los muros se usan para ingresar ganancias extra, también se han utilizado para aumentar el número de subscriptores impresos. Algunos periódicos ofrecen acceso al contenido en línea junto con la entrega de una edición impresa semanal por un precio menor que contratar únicamente la versión en línea. Sitios de noticias como BostonGlobe.com y NYTimes.com utilizan estas técnicas porque incrementa tanto sus ganancias en línea como la circulación de la versión impresa (lo cual les da más ganancias por publicidad).
Crear ganancias por publicidad en línea ha sido una batalla para los periódicos, y en 2011 un anuncio en línea ingresaba únicamente del 10 % al 20 % de su contraparte impresa. Se dice que «ni el ingreso por anuncios digitales ni las subscripciones a muros de pago son suficientes para quitar la presión que se generaría en los periódicos sin la presencia impresa». Según el experto de Poynter media,  Bill Mitchell, para que un muro de pago pueda generar ingresos importantes, los periódicos deben crear un «nuevo valor» —mayor calidad, innovación, etc.— para que su contenido en línea merezca ser pagado. Analizado como un instrumento para generar ganancias, el uso de los muros de pagos trae implicaciones éticas en los medios sobre el acceso democrático a las noticias.

## Historia
The Wall Street Journal  ha mantenido su muro rígido desde su implementación. A pesar de la presencia del muro, The Wall Street Journal se ha mantenido popular, con más de un millón de usuarios a mediados de 2007, y 15 millones de visitantes en marzo de 2008.
En 2010, siguiendo los pasos de The Wall Street Journal, The Times (Londres) implementó un muro "rígido", una decisión que ha sido controversial ya que a diferencia de The Wall Street Journal, The Times es un sitio de noticias generales y se ha dicho que en vez de pagar los usuarios prefieren buscar la información gratis en otras fuentes. No se ha declarado ni como un éxito ni como un fracaso, habiendo reclutado 105,000 visitantes pagados. En contraste, The Guardian se ha resistido al uso de muros de pago citando "una creencia en un internet abierto" y "cuidado de la comunidad" como sus principales razones The Guardian ha experimentado con diferentes alternativas de ingresos como usar un API abierto. Otros periódicos, como The New York Times, han oscilado entre la implementación y eliminación de varios muros de pago. Debido a que las noticias en línea se mantienen como un medio relativamente nuevo, la experimentación es la clave para obtener ingresos y mantener a los lectores satisfechos.
Algunas implementaciones de muros ha fracasado y se han eliminado. Expertos que se muestran escépticos ante el modelo de muro de pago incluyen a  Arianna Huffington, quien declaró "el muro de pago es historia" en un artículo de 2009 en The Guardian. En 2010, Jimmy Wales (de Wikipedia) supuestamente llamó al muro de The Times' "un experimento tonto". Una de las principales preocupaciones es que con tanta información disponible, los subscriptores potenciales voltearían a alternativas gratuitas. Los efectos adversos de las implementaciones tempranas incluyen un decremento en el tráfico y una pobre optimización en motores de búsqueda.
Los muros de pago se han vuelto controversiales, con debates sobre la efectivdad de los muros para generar ingresos y sobre su efecto en los medios en general. Los críticos del muro de pago incluyen a empresarios, académicos como el profesor de medios Jay Rosen, periodistas como Howard Owens y analistas como Matthew Ingram de GigaOm.  Aquellos que ven potencial en los muros de algo incluyen al inversionista Warren Buffett, al antiguo publicista de Wall Street Journal , Gordon Crovitz, y a Rupert Murdoch. Algunos han cambiado su opinión sobre los muros. Felix Salmon de Reuters era inicialmente un escéptico de los muros de pago, pero recientemente expresó la opinión de que podrían ser efectivos. Clay Shirky, teórico de medios de NYU,  también escéptico de los muros de pago pero en mayo de 2012 escribió, "Los periódicos deben voltear a sus lectores más leales para obtener ingresos, por medio de un servicio de subscripción digital como el de The New York Times"   Los muros de pago están cambiando rápidamente el periodismo, con un impacto en su práctica, en el modelo de negocio y en la libertad de información del internet.

## Tipos

### Muros "Rígidos"
El muro "rígido", como aquel implementado por The Times, requiere una subscripción pagada antes de que se pueda acceder a cualquier contenido en línea. Un muro con estas características se considera la opción más arriesgada para el proveedor de contenido. Se estima que un sitio pierde 90% de su audiencia y de sus ingresos por publicidad, los cuales solo pueden compensados al generar contenido interesante para atraer subscriptores. Los sitios de noticias con muros rígidos pueden tener éxito si:
- Proveen valor agregado a su contenido
- Se dirigen a un nicho de la audiencia
- Ya dominan a su propio mercado[20]

Muchos expertos desaprueban los muros "rígidos" por su poca flexibilidad, creen que actúan como un disuasivo para los usuarios. El bloguero financiero Felix Salmon escribió que cuando uno encuentra un "muro de pago y no puede pasar a través de él, uno simplemente se va y se siente decepcionado de la experiencia" Jimmy Wales, fundador de Wikipedia, argumentó que el uso de un muro de pago "rígido" disminuye la influencia de un sitio. Wales declaró que al implementar un muro "rígido", The Times "se hizo a sí mismo irrelevante" A pesar de que the Times incrementó potencialmente sus ingresos, redujo su tráfico en un 60%.

### Muros "Suaves"
El muro "suave" le permite a los usuarios ver un número específico de artículos antes de tener que pagar una subscripción. En contraste a sitios que ofrecen contenido seleccionado fuera del muro, los muros "suaves" permiten el acceso a cualquiera de los artículos siempre y cuando el usuario no supere el límite. The Financial Times le permite a los usuarios acceder a 10 artículos antes de ser subscriptores pagados. The New York Times  implemento controversialmente un muro suave en marzo de 2011, el cual le permitía a los usuarios ver 20 artículos mensualmente sin subscripción pagada. En abril de 2012, The New York Times redujo el número de artículos gratuitos por mes a 10.  Su muro ha sido definido no como suave sino como "poroso" porque también permite el acceso a cualquier enlace publicado en redes sociales y hasta 25 artículos gratis al día si se accede a través de un motor de búsqueda. El modelo está diseñado para que el sitio mantenga el "tráfico de usuarios ligeros", lo cual les permite mantener alto el número de visitantes, mientras recibe ingresos por subscripción de los usuarios más intensos. Utilizando este modelo, The New York Times consiguió 224,000 subscriptores en los primeros 3 meses. A pesar de ser proclamado como un éxito al reportar ganancias en 2011, el incremento en los ingresos del muro de The New York Times se dice que fue "efímero" y "mayormente basado en una combinación de recortes y venta de activos.” A pesar de que el éxito de un muro suave generaría ingresos para los periódicos y mayor libertad para el público, la rentabilidad de este modelo aun debe ser probada.

### Combinación
Una estrategia de muro más "suave" incluye permite incluir el acceso libre a contenido seleccionado mientras se mantiene el contenido premium detrás del muro. Esta estrategia se dice que ha llevado a la "creación de dos categorías": contenido barato disponible sin costo (en ocasiones creado por personal sin mucha experiencia), y contenido más "noble". Este tipo de separación trae la pregunta acerca de la equidad en el medio de las noticias en línea.  Según el teórico político Robert A Hackett, "la prensa comercial de 1800s, el primer medio de comunicación masiva en el mundo, nació con una profunda promesa democrática: presentar información si miedo o favor, hacerla accesible para todos, y promover la racionalidad del público basada en la igualdad de acceso a los hechos relevantes".
The Boston Globe implementó una versión de esta estrategia en septiembre de 2011 al lanzar un segundo sitio; BostonGlobe.com, para officer meramente contenido detrás de un muro, excluyendo el contenido deportivo que se mantuvo para competir con otros medios deportivos. BostonGlobe.com opera junto a un segundo sitio preexistente; Boston.com, que ahora solo contiene una cantidad limitada de información del sitio pagado con un cierto retraso, pero tiene un enfoque mayor en noticias orientadas a la comunidad. El editor de Boston Globe,  Martin Baron los describió como "dos sitios diferentes para dos tipos de lectores diferentes – algunos entienden que el periodismo debe ser fondeado y remunerado. Otras personas simplemente no pagarán. Tenemos un sitio para ellos." En marzo de 2014, el sitio tenía más de 60,000 subscriptores digitales; en ese tiempo, the Globe anunció que reemplazaría el muro rígido con un sistema suave que le permitiría a los usuarios acceder a 10 artículos gratis en un periodo de 30 días. El editor de  Boston Globe, Brian McGrory, creía que al permitir dar muestras del contenido prémium, más gente se convencería de pagar la subscripción. Al mismo tiempo McGrory también anunció planes para darle a Boston.com un enfoque editorial distinto, con una "voz más aguda que capture de mejor manera las sensibilidades de Boston", mientras movería contenido como blogs de Boston.com al sitio web, pero manteniéndolo disponible de manera gratuita.

## Recepción

### Industria
La recepción profesional de la implementación de muros de pago estado mezclada. La mayoría de la discusión se centra en su éxito o fracaso como proyectos de negocio y supervisa sus implicaciones éticas de mantener al público informado. En el debate hay quienes ven la implementación como una estrategia que puede ayudar a aumentar los ingresos a corto plazo pero que no supone un crecimiento para el futuro de los periódicos. Específicamente para el muro rígido, suele haber un consenso en la industria sobre los efectos negativos (como la pérdida de lectores) que tiene más peso que los ingresos potenciales, a menos que el periódico se dirija un cierto nicho de la audiencia.
También están aquellos que se mantienen optimistas en el uso de muros de pago.  Bill Mitchell establece que para que un muro traiga nuevos ingresos y no afecte a los lectores actuales, los periódicos deben: "invertir en sistemas flexibles, explotar la experiencia de sus periodistas en ciertas áreas y crucialmente ofrecer a los lectores nuevo valor". El reporte annual de 2011 generado por The State of the News Media en el periodismo Americano aclama que: "para sobrevivir financieramente, el consenso es que los sitios de noticias no solo deben hacer su estrategia publicitaria de manera más inteligente, sino que también deben encontrar alguna manera de cobrar por contenido e inventar nuevos canales de ingresos más allá de mostrando anuncios o por medio de subscripciones. Incluso aquellos que no creen en el éxito en general de los muros de pago reconocen que para un futuro rentables, los periódicos deben generar contenido más atractivo con valor agregado o encontrar nuevas fuentes de ingreso.
Proponentes del muro de pago creen que sería crucial para mantener publicaciones más pequeñas a flote. Argumentan que como el 90 de los ingresos por publicidad se encuentran concentrados en las 50 editoriales más importantes, las operaciones más pequeñas no pueden depender en el sistema tradicional de contenido gratuito fondeado por anuncios de la misma manera que los grandes periódicos lo hacen.  Muchos defensores del muro también creen que la gente está más que dispuesta a pagar una pequeña cantidad de dinero por contenido de calidad. En una publicación de VentureBeat, Malcolm CasSelle de MediaPass estableció que "la gente paga por contenido y ese dinero se utiliza para mejorar el contenido."
En abril de 2013, The Newspaper Association of America liberó el perfil de ganancias de su industria para 2012, el cual reportó que el ingreso por circulación creció en 5% para los diarios, siendo la primera vez que ocurre en 10 años. El ingreso por circulación únicamente digital reportó un crecimiento del 275%; El ingreso por circulación digital-impresa creció 499%. Por lo mismo, los ingresos por circulación únicamente impresa decrecieron 14%.  Estas noticias corroboran la creencia de que las subscripciones digitales serán la clave para asegurar la supervivencia a largo plazo de los periódicos.

### Lector
La respuesta general de los usuarios a la implementación de los muros de pago ha sido medida a través de una serie de estudios recientes que analizan los hábitos de los lectores de noticias en línea. Un estudio hecho por Canadian Media Research Consortium titulado "Los consumidores canadienses no están dispuestos a pagar por noticias en línea" identifica directamente la respuesta de los Canadienses a los muros de pago. Encuestando a 1,700 canadienses, el estudio encontró que el 92% de los participantes que leen noticias en línea preferirían buscar una alternativa gratuita a pagar por su sitio preferido (en comparación al 82% de los estadounidenses), mientras el 81% estableció que definitivamente no pagarían por su sitio de noticias de preferencia. Basado en la pobre recepción del contenido pagado, el estudio concluye con una declaración similar a la de los expertos en medios, estableciendo que con la excepción de sitios prominentes como The Wall Street Journal yThe Times , dada "la actitud del público actual, la mayoría de la editoriales deberían buscar en otro lado alternativas de ingresos."

## Implicaciones Éticas

### Deterioro de la esfera pública en línea
Hackett argumenta que un "foro en el internet [...] puede funcionar como una esfera pública especializada o de pequeña escala." El internet ha sido un lugar ideal para que el público en general obtenga y discuta noticias relevantes. – una actividad que ha sido posible a través del acceso gratuito a contenido de noticias en línea y ha la habilidad de comentar el contenido creando un foro. Al montar un muro de pago, se restringe la comunicación abierta del público al restringir la habilidad de leer y compartir las noticias en línea. 
La manera obvia en la cual un muro de pago restringe el acceso igualitario a la esfera pública en línea es a través del requerimiento de pago, privando a aquellos que no quieran o no puedan pagar de unirse a la discusión. La restricción del acceso igualitario fue llevado a un nuevo nivel cuando The Independent, implementó un muro en sus lectores Americanos y Canadienses y no en su audiencia nacional. Medios de noticias en línea han probado la habilidad de crear conexión global que va más allá de las típicas esferas públicas. En Democratizing Global Media, Hackett y Yuezhi Zhao describen como una nueva "ola de democratización de los medios surge en la era del internet, lo cual ha facilitado las conexiones de la sociedad civil trasnacional de y para una comunicación democrática." Al montar un muro de pago en sus lectores internacionales, The Independent hunde el crecimiento y la calidad democrática de la esfera pública creada por el internet. 
El uso de muros de pago también ha recibido quejas acerca de la suscripción ya que no se pueden compartir los artículos de la misma manera que en la versión impresa. Mientras una edición impresa puede ser compartida entre amigos o familiares, la ética de compartir una suscripción en línea es poco clara ya que no hay objetos físicos involucrados. El experto en ética de  The New York Times' , Ariel Kaminer, en el tema de compartir la subscripción en línea establece que "compartir con tu pareja o tu hijo pequeño es una cosa, y compartir con amigos o familia que vive en otro lugar es otra." Los comentarios de los lectores tras la declaración de Kaminer se concentran en la dicotomía entre pagar por una versión impresa y una subscripción digital. La facilidad de acceso de la versión en papel significa que más individuos pueden leer de una sola copia, y que cualquiera que lee el periódico tiene la posibilidad de enviar una carta al editor sin la molestia de tener que registrarse o pagar por una subscripción.  El uso de un muro de pago impide el acceso a la comunicación personal y en línea. Esta opinión no es solo de los lectores en línea sino también de los escritores.  Jimmy Wales comenta que "preferiría escribir una opinión en un lugar donde va a ser leída", declarando que "poner opiniones detrás de muros no tiene ningún sentido." Sin el fácil acceso a la lectura y habilidad de compartir opiniones, la plataforma de noticias en línea pierde una característica esencial del intercambio democrático.

### Pagando para permanecer informados
El uso de muros para restringir el acceso a contenido de noticias trae numerosas implicaciones éticas. Según Hackett, los medios están "fracasando en proporcionar acceso a los ciudadanos a información cívica relevante." La implementación de muros de pago en noticias que anteriormente eran gratuitas resalta este fracaso. Hackett cita "mecanismos culturales y económicos como la mercantilización de la información y la dependencia de los medios en los ingresos por publicidad" como dos de las principales influencias en el desempeños de los medios.  Según Hackett, estos mecanismos "generan violaciones de la norma democrática de equidad." La implementación de un muro de pago tiene lazos directos con los mecanismos citados por Hackett, ya que el muro mercantiliza el contenido de noticias para traer más ingresos de lectores y del incremento en la circulación de los anuncios en las versiones impresas. El resultado de estos mecanismos, como establece Hackett, es un impedimento al "acceso igualitario a noticias relevantes"
La mercantilización de la información- convertir las noticias en producto que debe ser comprado - restringe el principio igualitario del periódico.  Katherine Travers, retomando este tema en una publicación discutiendo el futuro de The Washington Post, pregunta, "¿es permisible cobrar por la subscripción digital así como lo es cobrar un par de dólares por una versión impresa?" Mientras las tarifas de subscripción han sido atribuidas a los periódicos impresos, todas las demás formas de noticias han sido tradicionalmente gratuitas. El diario británico Daily Mail argumenta que el ingreso impreso es único porque "la gente paga por la impresión reconociendo el costo de producción y entrega de un producto tangible y porque lo compran entero.". Jeff Sonderman, de Poynter digital media, resalta la tensión ética creada por los muros de pago. Sonderman explica que "la tensión latente es que los periódicos actúan simultáneamente como negocios y como un servicio de interés público. Como empresas con fines de lucro, tienen el objetivo de generar ingresos para los accionistas o dueños. Pero la mayoría también claman tener un enfoque social, en el cual salvaguardan el interés del público y ayudan a su comunidad a entender y moldear sus valores compartidos" Al implementar un muro de pago antes de experimentar con otras iniciativas de ingreso, el periódico pone los beneficios por delante del público.

## Contraestrategias
Mientras que ha habido poca cobertura y discusión sobre las implicaciones éticas de los muros de pago considerando la obligación de los periódicos de mantener al público general informado, hay dos instancias prominentes en donde las compañías han dirigido la restricción en línea de las noticias. Primero, el remover los muros en caso de emergencias nacionales o locales. El segundo es el "First Click Free" de Google, aplicación que puede implementar los sitios de noticias para darle acceso a los lectores a ciertas historias sin importar el muro.

### Deshabilitar el muro
Algunos periódicos han removido el bloqueo del muro cuando se cubren emergencias. Cuando el Huracán Irene pegó en la costa este de los Estados Unidos en agosto de 2011, The New York Times declaró que toda la cobertura relacionada con la tormenta, tanto en el sitio web como móvil sería gratuita para los lectores.  Jeff Roberts de The New York Times‌ habla sobre la decisión del periódico, declarando: "Estamos conscientes de nuestras obligaciones hacia nuestra audiencia y hacia el público en general cuando hay una gran historia que impacta directamente en un gran número de personas." En su artículo discutiendo la eliminación de los muros de pago, Sideman aprueva la decisión de The New York Times, declarando que, mientras un publicista "se compromete a un muro como la mejor estrategia de neogicos para su compañía, también hay algunas historias o temas que tengan tanta relevancia e urgencia que sería irresponsable no darle acceso a los no subscriptores." Al crear agujeros en el muro se demuestra conciencia ética, sin embargo, también sugiere que The New York Times no cree que tiene "una obligación con su audiencia" de proveer contenido profundo gratuito en temas más allá de desastres naturales.

### Nuevas iniciativas de ingreso
Dada la abrumadora opinión de que, sin importar el éxito de los muros de pago, se deberían buscar nuevas fuentes de ingresos para los periódicos, es importantes resaltar las nuevas iniciativas de negocio. Además de levantar muros de pago, últimamente los periódicos han explotado los nuevos productos como tabletas y teléfonos inteligentes, aunque no se sabe la rentabilidad con estos mismos. Algunos periódicos también han intentado dirigirse a ciertos nichos de audiencia, por ejemplo el Daily Mail's Mail Online en el Reino Unido. Otra estrategia comenzada por The New York Times, involucra crear nuevas ganancias utilizando contenido antiguo empaquetado en e-books y ofertas especiales para crear productos llamativos para los lectores. El atractivo de estos paquetes no está solo en el tema sino también en los autores y la profundidad de la coverture. Según el reportero Mathew Ingram, los periódicos se pueden beneficiar de esas ofertas especiales de dos maneras, primero aprovechando el contenido antiguo cuando surgen nuevos intereses, como por ejemplo un aniversario de un evento importante, y segundo a través de la creación de paquetes de interés general. The New York Times, por ejemplo, ha creado paquetes de baseball, golf y la revolución digital (libros electrónicos).

### Iniciativa de ingresos alternativa: API
Un API (Interfaz de programación de aplicaciones) abierto hace a un sitio de noticias en línea "una plataforma para información que puede generar valor de diversas maneras" Al liberar su API, los datos del medio son accesibles desde fuentes externas, lo que permite a los desarrolladores y otros servicios hacer uso de su contenido a cambio de una tarifa. The Guardian, manteniendo su creencia de un internet abierto, ha estado experimentando com el uso de un API. The Guardian ha creado una plataforma abierta que funciona como un sistema de tres niveles:
1. Base/Gratuito – El contenido de The Guardian[53]  es gratis para fines personales y no comerciales.
2. Comercial – Licencias comerciales son otorgadas a desarrolladores para utilizar el API siempre y cuando estén de acuerdo en mantener la publicidad asociada.
3. A medida – Los desarrolladores se pueden asociar con el periódico, utilizando información específica para crear un servicio o una aplicación, todas la ganancias serán compartidas.[52]

Mientras el API se considera arriesgado, así como el muro de pago, el periodista Matthew Ingram hace notar que el uso de un API abierto API tiene el objetivo de "obtener ganancias del intercambio libre de información y otros aspectos del mundo en línea, mientras el muro de pago es un intento de crear el tipo de escasos de información artificial que los periódicos solían disfrutar." Un API abierto mantiene el contenido de las noticias libre al público mientras el periódico obtienen ganancias de la calidad y utilidad de su información para otros negocios. La estrategia del API abierto le quita la presión a las editoriales de buscar nuevas maneras para generar ganancias. Al contrario, el API abierto depende del interés y las ideas de los externos, a quienes les puede ser atractiva la información del sitio.

## Iniciativas abandonadas
The New York Times — TimesSelect
El programa de subscripción original, TimesSelect, fue implementado en 2005 en un esfuerzo para crear un nuevo sistema de ingresos. TimesSelect costaba $49.95 dólares anuales o $7.95 al mes, por acceso en línea a los archivos de periódico. En 2007, las subscripciones pagadas ganaban $10 millones, sin embargo las proyecciones de crecimiento eran bajas en comparación al crecimiento por publicidad.  En 2007, The New York Times quitó el muro para los archivos posteriores a 1980. Los artículos anteriores en  PDF siguen bajo muro de pago pero la mayoría cuentan con un abstract gratuito en línea.
The Atlantic
Originalmente, el contenido en línea estaba disponible exclusivamente para subscriptores de la versión impresa. Esto cambió en 2008 bajo la supervisión de James Bennet, editor en cargo, en un esfuerzo de convertir la revista en un negocio multiplataforma.
Johnston Press
En noviembre de 2009, el editor regional del reino unido con más de 300 títulos elevó muros de pago en seis sitios de periódicos locales, incluyendo Carrick Gazette y Whitby Gazette. El modelo fue abandonado en marzo de 2010; el crecimiento de subscriptores pagados durante el periodo de 4 meses era bajo.

## Evitar los muros de pago
En ciertas ocasiones, los usuarios pueden utilizar los ajustes del navegador para «sobrepasar» o «eludir» los muros de pago y acceder así al contenido ―normalmente aquel disponible en medios de comunicación, basados principalmente en texto y fuentes multimedia (predominantemente imágenes)― sin necesidad de registrarse o pagar por el mismo. Diversos métodos son, por ejemplo, bloquear la carga de JavaScript en el navegador para evitar la carga de estilos (CSS) que oculten visualmente ―si bien el contenido HTML que se quiere ocultar ha sido enviado al cliente― el contenido al que se quiere restringir el acceso, mediante el uso, por ejemplo, de la propiedad display: none; o, en aquellos sitios que limitan la lectura a un cierto número de artículos antes de solicitar la autentificación del usuario, se puede optar por eliminar las cookies guardadas o utilizar el modo incógnito del navegador.
En noviembre de 2018, Mozilla eliminó una extensión de navegador para evitar muros de pago del repositorio de extensiones de Firefox por violar sus términos de servicio.